# كونشيتا مارتينيز غرانادوس
كونشيتا مارتينيز غرانادوس (بالإسبانية: Conchita Martínez Granados)‏ مواليد 20 يناير 1976 في برشلونة، هي لاعبة كرة مضرب إسبانية سابقة بدأت مسيرتها كمحترفة سنة 1992 وكانت تلعب باليد اليمنى، اعتزلت اللعب في 2007. أعلى تصنيف لها في الفردي كان المركز الـ 66 في سنة 2003.

## النهائيات

### الفردي: 1 (0–1)
| الحصيلة | الرقم | التاريخ     | الدورة                       | الأرضية | المنافس في النهائي | النتيجة في النهائي |
| الوصافة | 1.    | 4 مايو 2003 | بطولة بول الكرواتية، كرواتيا | ترابية  | فيرا زفوناريفا     | 1–6, 3–6           |

### الزوجي: 3 (0–3)
| الحصيلة | الرقم | التاريخ        | الدورة                        | الأرضية | الشريك                     | المنافس                       | النتيجة  |
| الوصافة | 1.    | 8 يوليو 2002   | الدار البيضاء، المغرب         | ترابية  | جيزيلا دولكو               | بترا ماندولا باتريشيا وارتش   | 2–6, 1–6 |
| الوصافة | 2.    | 14 أبريل 2003  | جائزة بودابيست الكبيرة، المجر | ترابية  | تاتيانا بربينيس            | بترا ماندولا إيلينا تاتاركوفا | 3–6, 1–6 |
| الوصافة | 3.    | 21 فبراير 2005 | بطولة أكابولكو للتنس، المكسيك | ترابية  | روزا ماريا أندريس رودريغيز | إلينا جيدكوفا تاتيانا بربينيس | 5–7, 3–6 |

## الخط الزمني للفردي
مفتاح
| ف | ن | ن.ن | ر.ن | د# | د.م | ل | أ.أ | ت | غ | ب | ف | ذ | م.خ | ل.ت |

(ف) فاز بالبطولة (ن) وصل النهائي (ن.ن) نصف النهائي (ر.ن) ربع النهائي (د#) الأدوار الأربعة الأولى (د.م) دور المجموعات (ل) شارك في كأس ديفيز (أ.أ) خرج من الأدوار الاولى (ت) خسر التصفيات التأهيلية (غ) غاب عن الحدث أو البطولة (ب) حصل على ميدالية برونزية (ف) حصل على ميدالية فضية (ذ) حصل على ميدالية ذهبية (م.خ) بطولة الماسترز خُفضت إلى مرتبة أقل (ل.ت) البطولة لم تعقد في السنة المعينة.
لتجنب الارتباك وازدواجية الحساب، يتم تحديث هذه المعلومات إما في نهاية البطولة، أو عندما تكون مشاركة اللاعب في البطولة قد انتهت.
| الدورة               | 1998 | 1999 | 2000 | 2001 | 2002 | 2003 | 2004 | 2005 | 2006 | 2007 | إجمالي ف/م | إجمالي ف/خ |
| -------------------- | ---- | ---- | ---- | ---- | ---- | ---- | ---- | ---- | ---- | ---- | ---------- | ---------- |
| أستراليا المفتوحة    | q    | د1   | q    | q    | -    | د1   | د1   | q    | د2   | -    | 0 / 4      | 1–4        |
| فرنسا المفتوحة       | q    | q    | q    | د1   | د2   | د1   | د1   | q    | د2   | q    | 0 / 5      | 2–5        |
| بطولة ويمبلدون       | q    | -    | -    | -    | -    | د2   | q    | q    | د1   | -    | 0 / 2      | 1–2        |
| أمريكا المفتوحة      | q    | q    | q    | q    | د1   | د1   | q    | q    | د1   | -    | 0 / 3      | 0-3        |
| جراند سلام فوز-خسارة | -    | 0-1  | -    | 0-1  | 1-2  | 1-4  | 0-2  | -    | 2-4  | -    | بلا        | 4-14       |

- إجمالي ف / م = إجمالي الفوز والمشاركة
- إجمالي ف/خ = إجمالي الفوز والخسارة

## روابط خارجية
- كونشيتا مارتينيز غرانادوس على موقع رابطة محترفات التنس (الإنجليزية)
- كونشيتا مارتينيز غرانادوس على موقع الاتحاد الدولي لكرة المضرب (الإنجليزية)
- كونشيتا مارتينيز غرانادوس على موقع بطولة ويمبلدون (الإنجليزية)
- كونشيتا مارتينيز غرانادوس على موقع خلاصة التنس.كوم (الإنجليزية)